# Atom: The Beginning
Atom: The Beginning (Nhật: アトム ザ・ビギニング Hepburn: Atomu za Biginingu) là một manga dài tập của Nhật được viết và minh hoạ bởi Kasahara Tetsuro, với kịch bản được viết bởi Tezuka Makoto và Yuki Masami. Bộ truyện này là phần tiền truyện của manga Astro Boy do Tezuka Osamu sáng tác, có nội dung nói về các sự kiện trước và cho đến khi Astro Boy ra đời. Atom: The Beginning bắt đầu đăng trên tạp chí Monthly Hero's của Nhà xuất bản Shogakukan vào ngày 1 tháng 12 năm 2014, và tới tháng 5 năm 2025 thì đã được tổng hợp thành hai mươi ba tập tankōbon. Bản anime dài tập chuyển thể bắt đầu được chiếu trên TV tại Nhật vào ngày 15 tháng 4 năm 2017.

## Nội dung
Hai thần đồng là Umatarō Tenma và Hiroshi Ochanomizu đã dành rất nhiều thời gian để nghiên cứu chế tạo ra một con robot, trong đó thì Tenma muốn tạo ra một vị thần còn Ochanomizu muốn tạo ra một người bạn, cuối cùng thì họ cũng tạo ra một con robot có tên là A106. Câu hỏi đặt ra cho mong muốn của cả hai là: liệu rằng A106 cuối cùng sẽ trở thành một vị thần hay một người bạn?

## Các nhân vật
Umatarō Tenma (天馬午太郎)
Lồng tiếng bởi: Yūichi Nakamura
Ochanomizu Hiroshi (お茶の水博士)
Lồng tiếng bởi: Takuma Terashima
A106 ()
Lồng tiếng bởi: Yūki Inoue
Moriya Tsutsumi (堤茂理也 Tsutsumi Moriya)
Lồng tiếng bởi: Takahiro Sakurai
Motoko Tsutsumi (堤茂斗子 Tsutsumi Motoko)
Lồng tiếng bởi: Mikako Komatsu
Ran Ochanomizu (お茶の水蘭 Ochanomizu Ran)
Lồng tiếng bởi: Ayane Sakura
Kensaku Han (伴俊作 Han Kensaku)
Lồng tiếng bởi: Kengo Kawanishi
Shunsaku Han (伴健作 Han Shunsaku)
Lồng tiếng bởi: Nobuo Tobita
Maria (マリア)
Lồng tiếng bởi: Yoshino Nanjō

## Truyền thông

### Manga
Manga Atom: The Beginning bắt đầu được đăng trên tạp chí Monthly Hero's của Nhà xuất bản Shogakukan vào ngày 1 tháng 12 năm 2014. Họa sĩ Kasahara Tetsuro là người vẽ chính cho truyện, Tezuka Makoto và Yuki Masami giữ vai trò giám sát biên tập cho bộ truyện và phần ý tưởng thiết kế, đồng thời cũng kết hợp với Tezuka Productions. Tập đầu tiên của manga phát hành vào ngày 5 tháng 6 năm 2015, tập 23 và cũng là tập mới nhất thì đã lên kệ vào ngày 15 tháng 5 năm 2025 vừa qua.

#### Volume
| #  | Ngày phát hành       | ISBN              |
| -- | -------------------- | ----------------- |
| 1  | 5 tháng 6 năm 2015   | 978-4-86-468417-0 |
| 2  | 4 tháng 12 năm 2015  | 978-4-86-468441-5 |
| 3  | 3 tháng 6 năm 2016   | 978-4-86-468462-0 |
| 4  | 5 tháng 12 năm 2016  | 978-4-86-468482-8 |
| 5  | 5 tháng 4 năm 2017   | 978-4-86-468495-8 |
| 6  | 5 tháng 6 năm 2017   | 978-4-86-468503-0 |
| 7  | 5 tháng 12 năm 2017  | 978-4-86-468528-3 |
| 8  | 5 tháng 6 năm 2018   | 978-4-86-468570-2 |
| 9  | 29 tháng 12 năm 2018 | 978-4-86-468607-5 |
| 10 | 5 tháng 7 năm 2019   | 978-4-86-468656-3 |
| 11 | 5 tháng 12 năm 2019  | 978-4-86-468680-8 |
| 12 | 5 tháng 6 năm 2020   | 978-4-86-468727-0 |
| 13 | 4 tháng 12 năm 2020  | 978-4-86-468765-2 |
| 14 | 5 tháng 3 năm 2021   | 978-4-86-468790-4 |
| 15 | 5 tháng 8 năm 2021   | 978-4-86-468822-2 |
| 16 | 5 tháng 1 năm 2022   | 978-4-86-468863-5 |
| 17 | 27 tháng 5 năm 2022  | 978-4-86468-887-1 |
| 18 | 29 tháng 3 năm 2023  | 978-4-86468-161-2 |
| 19 | 5 tháng 9 năm 2023   | 978-4-86468-198-8 |
| 20 | 5 tháng 3 năm 2024   | 978-4-86468-244-2 |
| 21 | 5 tháng 9 năm 2024   | 978-4-86468-287-9 |
| 22 | 26 tháng 12 năm 2024 | 978-4-86805-038-4 |
| 23 | 15 tháng 5 năm 2025  | 978-4-86805-068-1 |
| 24 | 29 tháng 8 năm 2025  | 978-4-86805-107-7 |

### Anime
Thông báo về bản anime chuyển thế dài tập chiếu trên TV của bộ truyện được đăng trên số tháng 7 năm 2016 của tạp chí Monthly Hero's do Nhà xuất bản Shogakukan ấn hành. Anime sẽ do Motohiro Katsuyuki và Tatsuo Satō đao diễn, phần âm thanh do Jun'ichi Fujisaku phụ trách, phim được sản xuất bởi ba studio: OLM, Inc., Production I.G và Signal.MD. Phần thiết kế nhân vật sẽ do Yoshimatsu Takahiro chịu trách nhiệm và nhạc phim sẽ do Asakura Noriyuki thực hiện. Shinobu Tsuneki, Yoshihiro Ishimoto và Shinichi Miyazaki sẽ chịu trách nhiệm thiết kế các máy móc trong phim. Phim có tổng số 12 tập và bắt đầu phát sóng vào ngày 15 tháng 4 năm 2017 trên kênh NHK, và đồng thời cũng được phát sóng trực tuyến bởi Amazon qua dịch vụ Amazon Prime Video.
Ca khúc mở đầu của phim có tên là "Kaidoku Funō" (解読不能), được thể hiện bởi nhóm nhạc After the Rain, còn bài hát kết thúc phim có tên là "Hikari no Hajimari" (光のはじまり) do Nanjō Yoshino trình bày.

#### Danh sách các tập phim
| No. | Tên                                                                 | Ngày chiếu          |
| --- | ------------------------------------------------------------------- | ------------------- |
| 1   | "Tetsuwan Kidō" (鉄腕起動)                                          | 15 tháng 4 năm 2017 |
| 2   | "Bevusutozain" (ベヴストザイン)                                     | 22 tháng 4 năm 2017 |
| 3   | "Sorezore no tsuikyū o rīdo shimasu" (それぞれの追求をリードします) | 29 tháng 4 năm 2017 |
| 4   | "Neri taisai e yōkoso" (練大祭へようこそ)                           | 6 tháng 5 năm 2017  |
| 5   | "Gekisō maru hige unsō" (激走マルヒゲ運送)                          | 13 tháng 5 năm 2017 |
| 6   | "Ken kaimetsu su!" (研壊滅す！)                                     | 20 tháng 5 năm 2017 |
| 7   | "Ran to Teru hime" (蘭とＴＥＲＵ姫)                                 | 3 tháng 6 năm 2017  |
| 8   | "Robotto Resuringu" (ロボットレスリング シックス戦闘不能)           | 10 tháng 6 năm 2017 |
| 9   | "Shikkusu sentō funō" (シックス戦闘不能)                            | 17 tháng 6 năm 2017 |
| 10  | "Batoru Roiyaru" (バトルロイヤル)                                   | 24 tháng 7 năm 2017 |
| 11  | "Taiwa" (対話)                                                      | 1 tháng 7 năm 2017  |
| 12  | "Biginingu" (ビギニング)                                            | 8 tháng 7 năm 2017  |